# Astrophysique de laboratoire
Pour un article plus général, voir Astrophysique.
L'astrophysique de laboratoire est l'étude de phénomènes astrophysiques à l'aide de moyens d'essais du laboratoire. Longtemps confinée aux études de spectroscopie pour l'identification du rayonnement de nuages interstellaires, ce domaine est en plein développement depuis la mise à disposition de machines destinées à produire des plasmas denses : lasers haute puissance ou Z-pinch.

## Chimie, spectroscopie atomique et moléculaire, émission et absorption de poussières
La connaissance du milieu interstellaire froid et dilué passe par la connaissance des espèces chimiques présentes, identifiables par leur spectre, identifiable au laboratoire. Leur évolution est liées aux réactions chimiques. Celles-ci peuvent être reproduites en utilisant des jets moléculaires,.

## Moyens d'essais pour plasmas denses
Les plasmas denses ou plasmas à haute densité d'énergie sont créés par divers types de machines :
- les lasers avec de très grandes installations comme le National Ignition Facility (NIF, 192 faisceaux) ou le Laser mégajoule (LMJ, 172 faisceaux) utilisant des énergies très élevées et des impulsions de durée voisine de la nanoseconde ;
- les lasers analogues aux précédents mais de moindre énergie : OMEGA EP[4] (université de Rochester) (60 faisceaux), GEKKO XII (en) (université d'Osaka) (12 faisceaux) ;
- les lasers d'énergie moindre mais de puissance très élevée utilisant des impulsions de l'ordre de la picoseconde comme VULCAN[5] (laboratoire Rutherford Appleton) ;
- les installations capables de coupler les deux types précédents de lasers comme LULI2000[6] (École polytechnique) ;
- les machines à striction axiale (Z-pinch) produisant des impulsions de quelques dizaines de nanosecondes. Ces machines sont d'énergies diverses. On trouve y la grande machine Z[7] des laboratoires Sandia ou des machines plus modestes : MAGPIE (en)[8] de l'Imperial College, Sphinx au Centre d’Etudes CEA de Gramat[9].

## Applications

### Représentativité des essais
Les essais sont classés en diverses catégories correspondantes à la proximité de l'expérience avec la réalité :
- invariance exacte où l'on reproduit fidèlement la réalité,
- similarité totale ou partielle lorsque l'on sait trouver des lois de similitude,
- ressemblance lorsque l'expérience restitue le phénomène physique que l'on souhaite étudier, même imparfaitement. Le passage de l'expérience à la réalité observationnelle est fondée sur la simulation numérique.

### Chocs radiatifs, jets
Les jets sont des phénomènes courants dans les processus d’accrétion et éjection de matière dans différents objets astrophysiques, notamment les étoiles jeunes. Ils s'accompagnent de processus magnétohydrodynamiques complexes qui peuvent faire l'objet d'expériences simples pour leur compréhension,.

### Opacités
Une cible comprimée de manière quasi-isentropique permet de mesurer l'opacité de plasmas représentatifs de l'intérieur d'étoiles.

### Planétologie
Les intérieurs de planètes sont soumis à des pressions pouvant atteindre plusieurs dizaines de mégabars avec des températures relativement modestes, quelques milliers de kelvins. Ceci excède les possibilités des cellules à enclumes de diamant mais peut être obtenu par compression laser quasi-isentropique. Ces expériences sont utilisées pour l'obtention d'une équation d'état.